# Don Mackay (football)
Pour les articles homonymes, voir Don MacKay et MacKay.
Donald Scrimgeour Mackay, appelé couramment Don Mackay, est un footballeur puis entraîneur écossais, né le 19 mars 1940 à Glasgow. Évoluant comme gardien, il est principalement connu pour ses 10 saisons à Dundee United et pour avoir entraîné les clubs de Dundee, Coventry City, Blackburn Rovers et Fulham.

## Biographie

### Carrière de joueur
Natif de Glasgow, il commença sa carrière à Forfar Athletic où il joua 104 matches. Il s'engage ensuite pour Dundee United, recruté par l'entraîneur Jerry Kerr (en). Il y reste 10 saisons jouant 170 matches, ce qui constitue le 2e total le plus élevé pour un gardien du club, derrière la légende Hamish McAlpine. Après avoir fait un bail exotique en NASL au Tornado de Dallas en 1967, les dirigeants du club lui octroient pour bons services la possibilité d'un transfert gratuit pour se chercher un dernier club où finir sa carrière. Il s'engage alors pour les Anglais de Southend United où il prendra sa retraite.

### Carrière d'entraîneur
Dès sa retraite de joueur prise, il enchaîne en devenant l'entraîneur des équipes de jeunes de Bristol City de 1974 à 1978. Il lui est offert sa première expérience à la tête d'une équipe en dirigeant les Danois de Nørresundby BK (da) avec qui il obtient la promotion dès sa première saison. Il retourne alors en Écosse pour prendre en main Dundee avec qui il est promu en Premier League à l'issue de sa première saison en 1980-81.
Deux ans plus tard, il quitte le club qu'il juge sans ambition pour avoir laissé filé certains de leurs meilleurs joueurs. Il reste quelque temps éloigné des terrains avant d'être contacté par Bobby Gould qui le veut comme assistant à Coventry City ce que Mackay accepte. Toutefois après plusieurs mauvais résultats, Gould est renvoyé et Mackay se retrouve propulsé à la tête de l'équipe. Il réussit à sauver le club d'une relégation qui lui semblait promise, notamment en remportant les trois derniers matches de la saison.
Il reste une saison supplémentaire à Coventry City avant d'en être renvoyé. Il choisit alors d'accepter le poste d'entraîneur de la réserve des Rangers où il retrouve son ancien coéquipier Walter Smith sous la direction de Graeme Souness. Même s'il y obtient de très bons résultats, l'envie de se retrouver responsable d'une équipe première est trop pressante et il quitte son poste pour devenir l'entraîneur des Blackburn Rovers. Il y reste 3 saisons entières, manquant de peu la promotion, avant d'être renvoyé au cours de la 4e saison.
Il devient alors l'entraîneur de Fulham où après une bonne première saison, il fut renvoyé pour résultats décevants. Il choisit à ce moment d'occuper des postes moins exposés et devient recruteur pour Arsenal, dénichant notamment Fredrik Ljungberg. Il est par la suite recruteur chef de Saint Johnstone.
Il revient sur le devant de la scène en 2001, en étant le co-entraîneur d'Airdrieonians en compagnie de Steve Archibald. Il est ensuite, pendant 6 ans, recruteur pour Middlesbrough puis, pour un court temps, directeur sportif à Leicester City sous la direction de Martin Allen.